# 俵屋宗達
俵屋 宗達（たわらや そうたつ、生没年不明）は、江戸時代初期の画家。通称は野々村 宗達（ののむら そうたつ）。号は「伊年」あるいは「対青軒」など。

## 概要
宗達は尾形光琳と並び称せられる近世初期の大画家だが、その知名度の高さと後世への影響の大きさに比べ、その生涯には不明な点が多い。おそらく親交のあった角倉素庵や烏丸光広と同年代、1570年代かその少し前の生まれと推定される。京都で「俵屋」という当時絵屋と呼ばれた絵画工房を率い、扇絵を中心とした屏風絵や料紙の下絵など、紙製品全般の装飾を制作していたと考えられている。同時代の仮名草子『竹斎』には、この頃京都で「俵屋」の扇がもてはやされたと記されている。
しかし、宗達は単なる扇絵職人ではなく、慶長7年（1602年）5月に福島正則の命令で行われた平家納経の修復に関わり、その内3巻の表紙と見返しの計6図を描いたとみられる（史料上確認できる宗達の事績の初見）。皇室からも作画の依頼があり、元和2年（1616年）、後水尾天皇が狩野興以に貝合わせの絵を描くのを命じた際、参考の一つとして「俵屋絵」を見せたとの記録が残る。また、寛永7年（1630年）には、後水尾天皇から屏風3双の制作注文があった。
また、当代一流の文化人であった烏丸光広や本阿弥光悦らの書巻に下絵を描き、嵯峨本の出版にも関与したらしい。少なくとも寛永7年（1630年）には町の絵師としては異例の法橋の位が与えられていたことがわかっており、当時から一流の絵師とみなされていたことは疑いない。当時有数の茶人であった、千少庵を茶の湯に招くほどの教養人でもあったようだ。宗達死後は、俵屋宗雪が工房の後を継いだ。宗雪は寛永19年（1642年）既に法橋に叙されていることから、宗達はこの少し前に亡くなったと考えられる。大正2年（1913年）春に石川県金沢市の宝円寺で発見された宗達のものとされる墓によって、寛永20年8月12日（1643年9月24日）没という説が唱えられたが、京都の頂妙寺にある墓が宗達のものであるという説もあり、本人の墓であるのかについては異論もある。そのため、最近の文献では記載されないことが多い。

## 評価と作風
現在では光琳が私淑し、光悦と並んで琳派の祖と言われるが、江戸時代後期から明治にかけては評価が低く、光琳の画の方が上だとみなされていた。そのため、明治期に代表作の松島図屏風を始め、多くの作品が海外に流出しても、それを憂える声は当時全く聞かれなかったという。しかし、大正2年（1913年）4月25日から30日に「俵屋宗達記念会」が開催され、わずか5日間の会期でありながら小林古径や平福百穂、速水御舟ら若い画家たちに強い影響を与えた。これをきっかけに画集や関係書の刊行が相次ぎ、画業が見直され高い評価を得ている。風神雷神図など3件が国宝に指定されている。
著名な「風神雷神図」のような装飾的大画面のほか、水墨画の作例もある。水墨の名作「蓮池水禽図」は、生乾きの水墨にさらに濃淡の異なる墨を含ませて「にじみ」による偶然の効果を狙った、いわゆる「たらしこみ」の技法が用いられている。

## 代表作

### 国宝

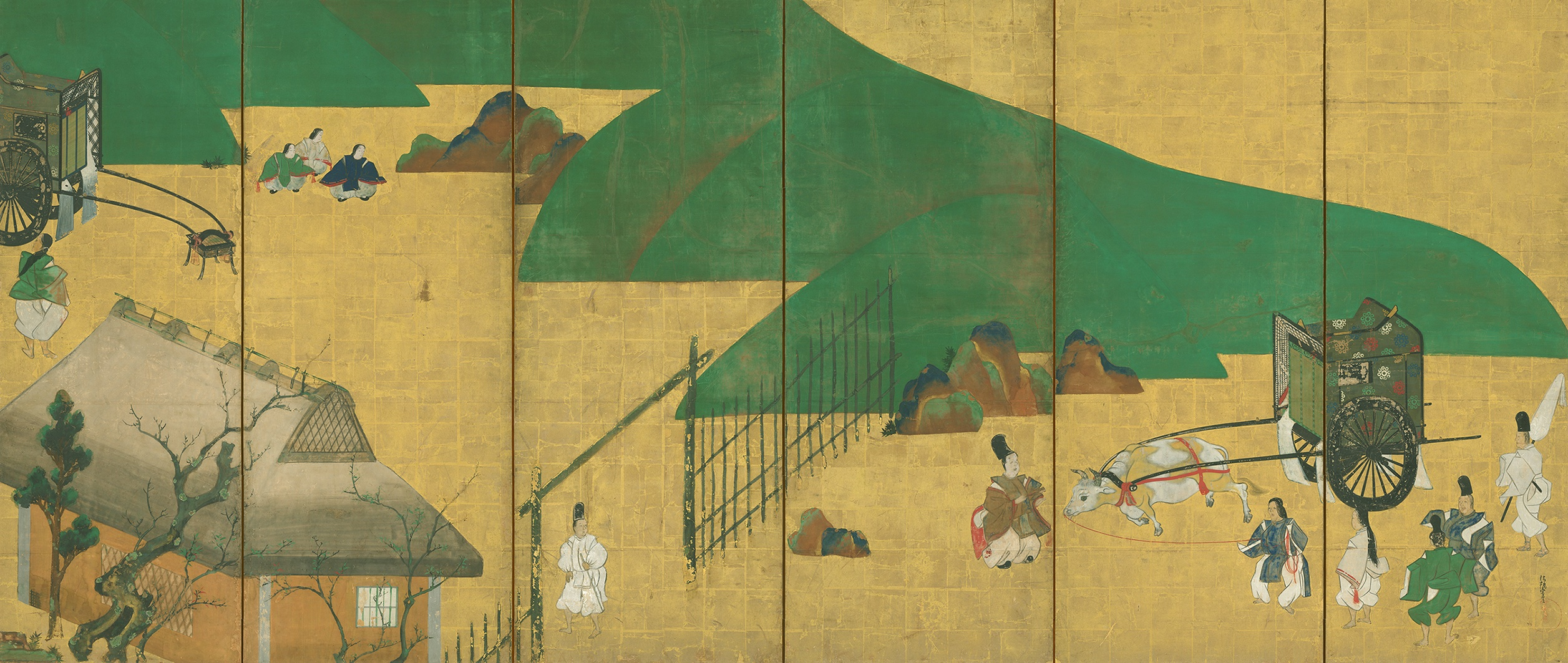
源氏物語関屋図（右隻、静嘉堂文庫蔵）

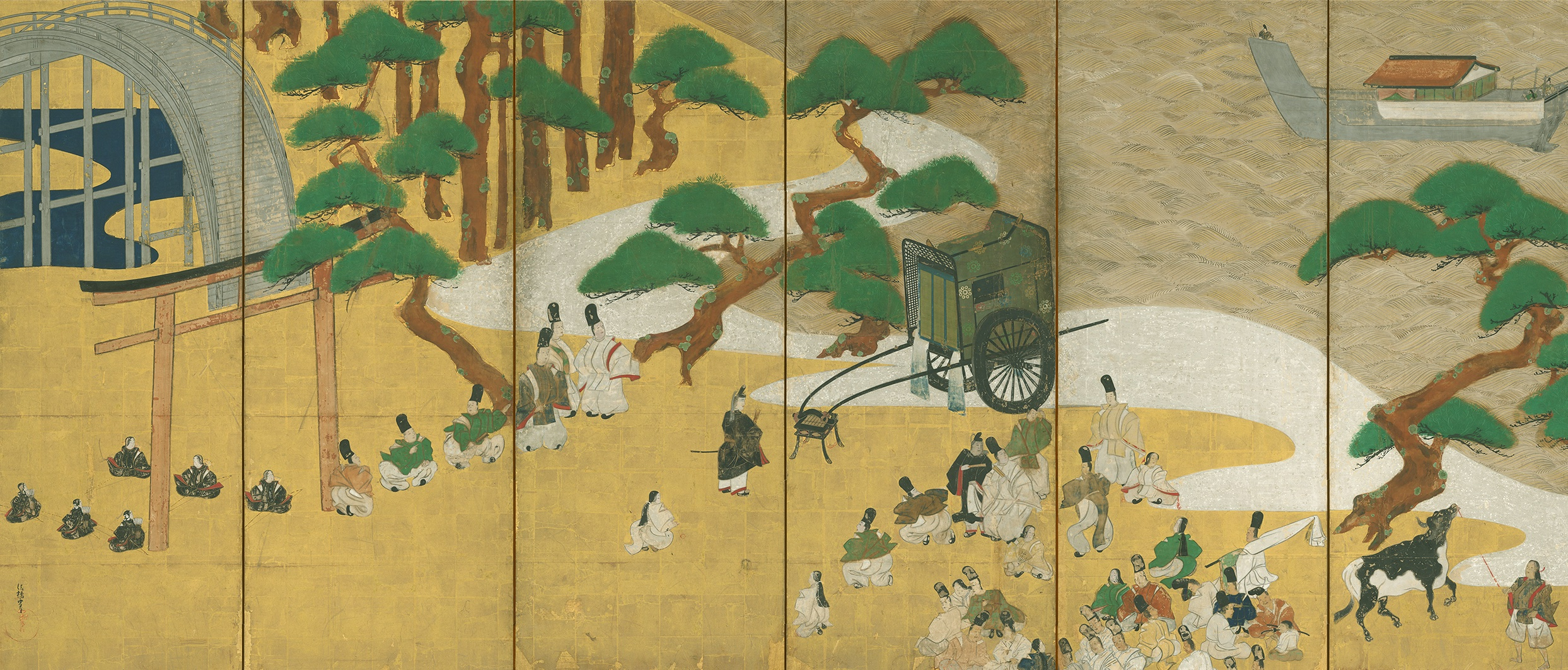
源氏物語澪標図（左隻、静嘉堂文庫蔵）

- 風神雷神図 - （寛永年間中頃、建仁寺蔵、京都国立博物館寄託）[5]

| 風神雷神図屏風（建仁寺蔵） |  | 風神雷神図屏風（建仁寺蔵） |
| 風神雷神図屏風（建仁寺蔵） |  |                            |

- 蓮池水禽図 - （元和年間前半頃、1615年頃作と推定、京都国立博物館蔵）[6]

白蓮の咲く池面に、二羽のかいつぶりが遊ぶ。たらし込みは控えめだが、微妙な濃淡でつけられた多彩な階調は、蓮や鳥のやわらかい質感を見事に描き出し、詩情溢れる画面に仕上げている。この微妙な水墨表現は、南宋の画僧牧谿の影響があると見られる。箱書きには酒井抱一が「宗達中絶品也」としたためている。

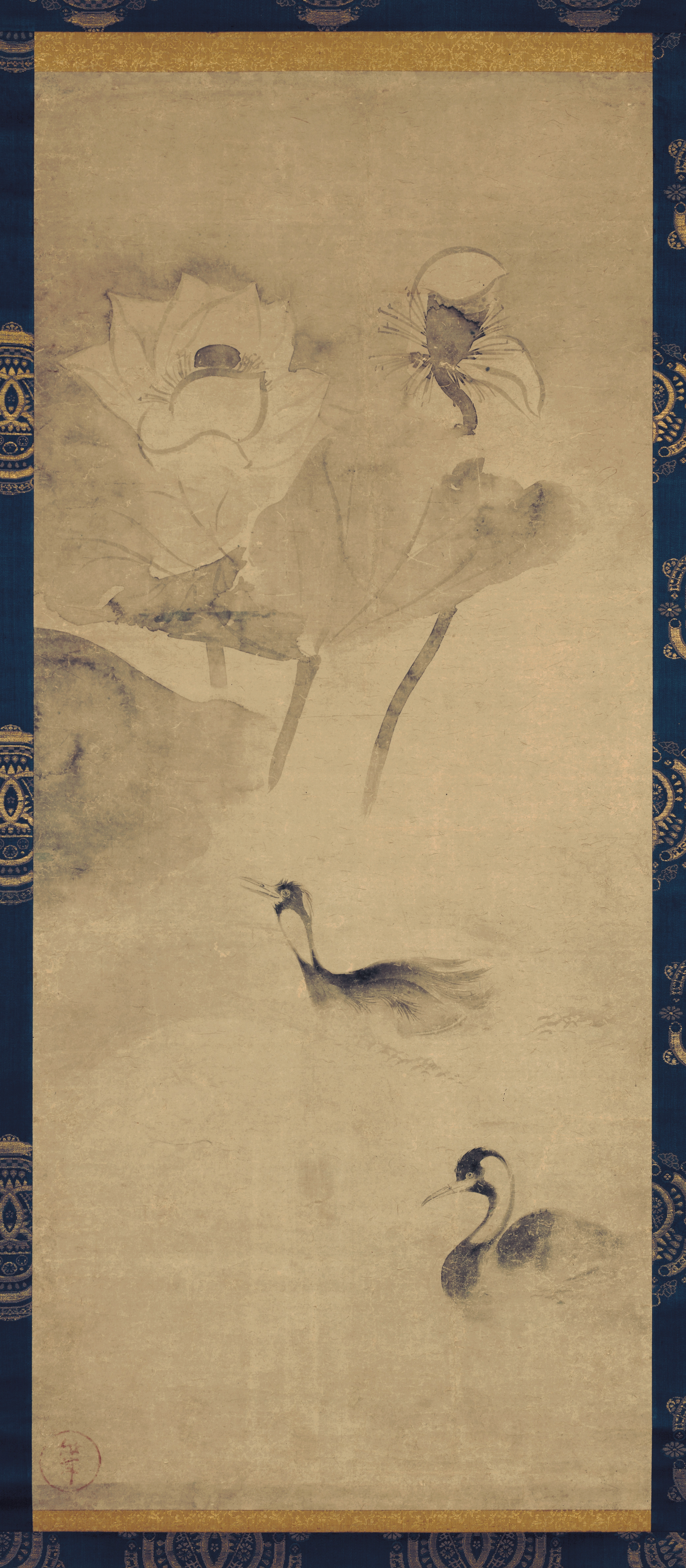
蓮池水禽図（京都国立博物館蔵）

- 源氏物語関屋及び澪標図（寛永8年頃、静嘉堂文庫蔵）

右隻の「関屋図」は、石山寺に赴く光源氏一行が、任国常陸から上京途中の空蝉の一団と逢坂の関で偶然出会う場面。向かって右が源氏とその従者、左上が空蝉一行である。左隻の「澪標図」は、住吉大社に詣でる源氏一行の華やかな姿を、偶然船上で来合わせた明石の君が遠くに見て、参詣を延ばし、源氏を避けてそのまま引き返してしまう場面。前年に模写した後述の「西行物語絵巻」から図様を転用している。近年、醍醐寺に伝わる文書『寛永日々記』に本屏風に関する記事が発見され、寛永8年に三宝院の依頼で宗達が描いたことが判明した。この時宗達は、代金として慶長大判一枚を受領している。

### 重要文化財

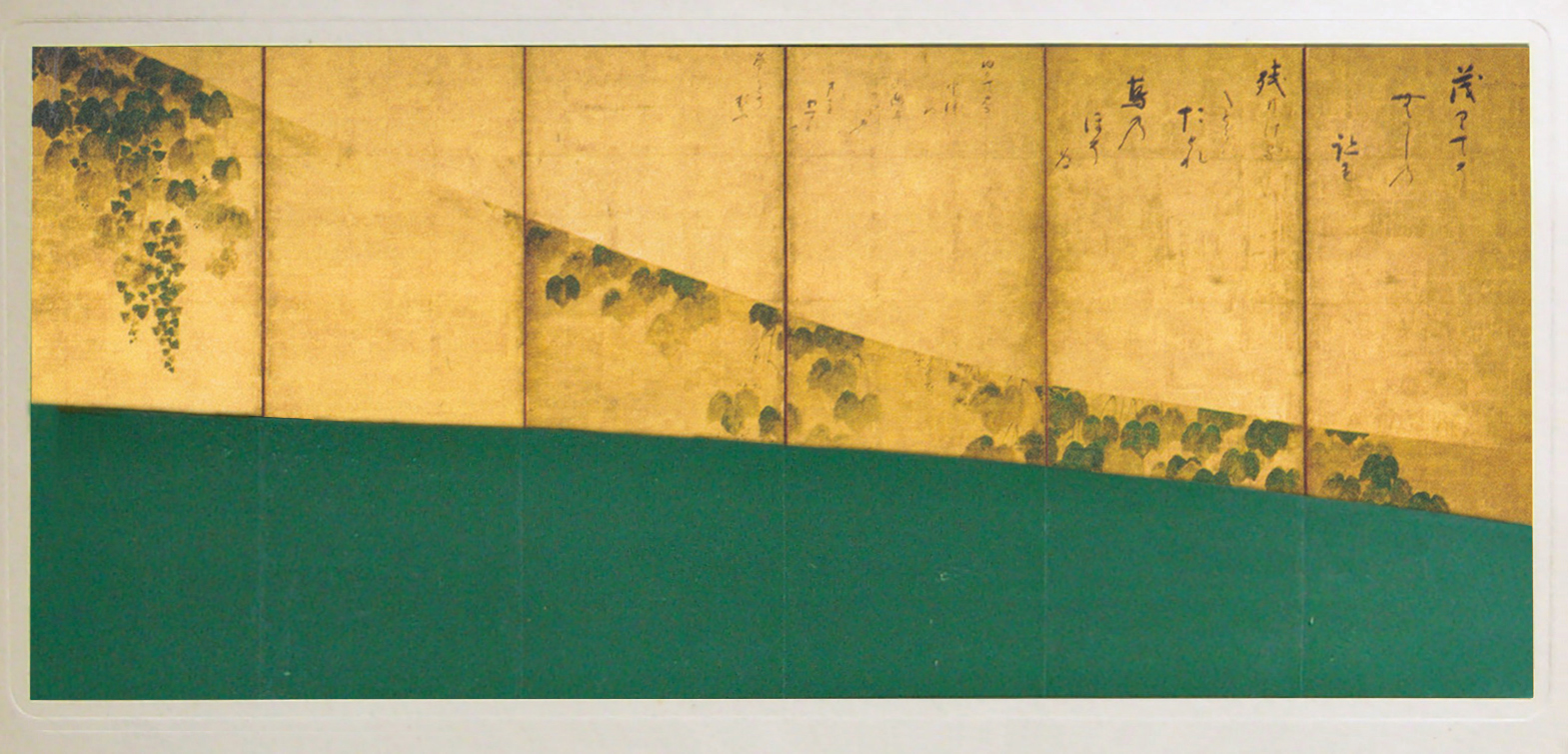
蔦の細道図屏風（左隻、承天閣美術館蔵）

- 養源院襖絵・杉戸絵 - 養源院 襖12面・杉戸4面。元和7年（1621年）
- 西行法師行状絵詞 - 出光美術館ほか分蔵 4巻 紙本着色 寛永7年（1630年）

毛利家伝来。全4巻のうち、出光美術館には巻一、二、四を所蔵。巻三は場面ごとに分割されて、断簡となっており、2000年に重要文化財指定を解除されている。
- 西行法師行状絵詞 - 文化庁保管 6巻 紙本着色
- 舞楽図屏風 - 醍醐寺 二曲一双 紙本金地着色
- 芦鴨図衝立 - 醍醐寺 一基（裏表）紙本墨画
- 扇面貼交屏風 - 醍醐寺 二曲一双 紙本着色
- 鶴図下絵和歌巻 - 京都国立博物館 1巻 紙本金銀泥絵墨書[9]
- 金銀泥四季草花図下絵和歌巻 - 畠山記念館 1巻 紙本金銀泥絵墨書
- 牛図 - 頂妙寺（京都国立博物館に寄託）双幅 紙本墨画
- 関屋図屏風 - 東京国立博物館 六曲一隻 紙本金地着色 伝俵屋宗達 烏丸光広賛[10]
- 蔦の細道図屏風 - 相国寺承天閣美術館 六曲一双 紙本金地着色

「伊年」印。宗達ではなく、工房の宗達に近い画力の持ち主が描いたとする説が強い。空や道に蔦の葉を垂らし、伊勢物語第九段「東下り」の場面とわかる。図上に烏丸光広が伊勢物語の一節を書き綴り、その書を蔦の葉に見立て、左右の屏風を入れ替えても絵が連続するような連環的構図を用いるなどの工夫が効いている。

### その他
- 「許由巣父図」 - 千葉市美術館[11]
- 松島図屏風 - フリーア美術館 六曲一双 紙本金地着色
- 雲龍図屏風 - フリーア美術館 六曲一双 紙本墨画淡彩
- 槇檜図屏風 - 石川県立美術館　六曲一隻　紙本金砂子地墨画淡彩（石川県指定文化財）

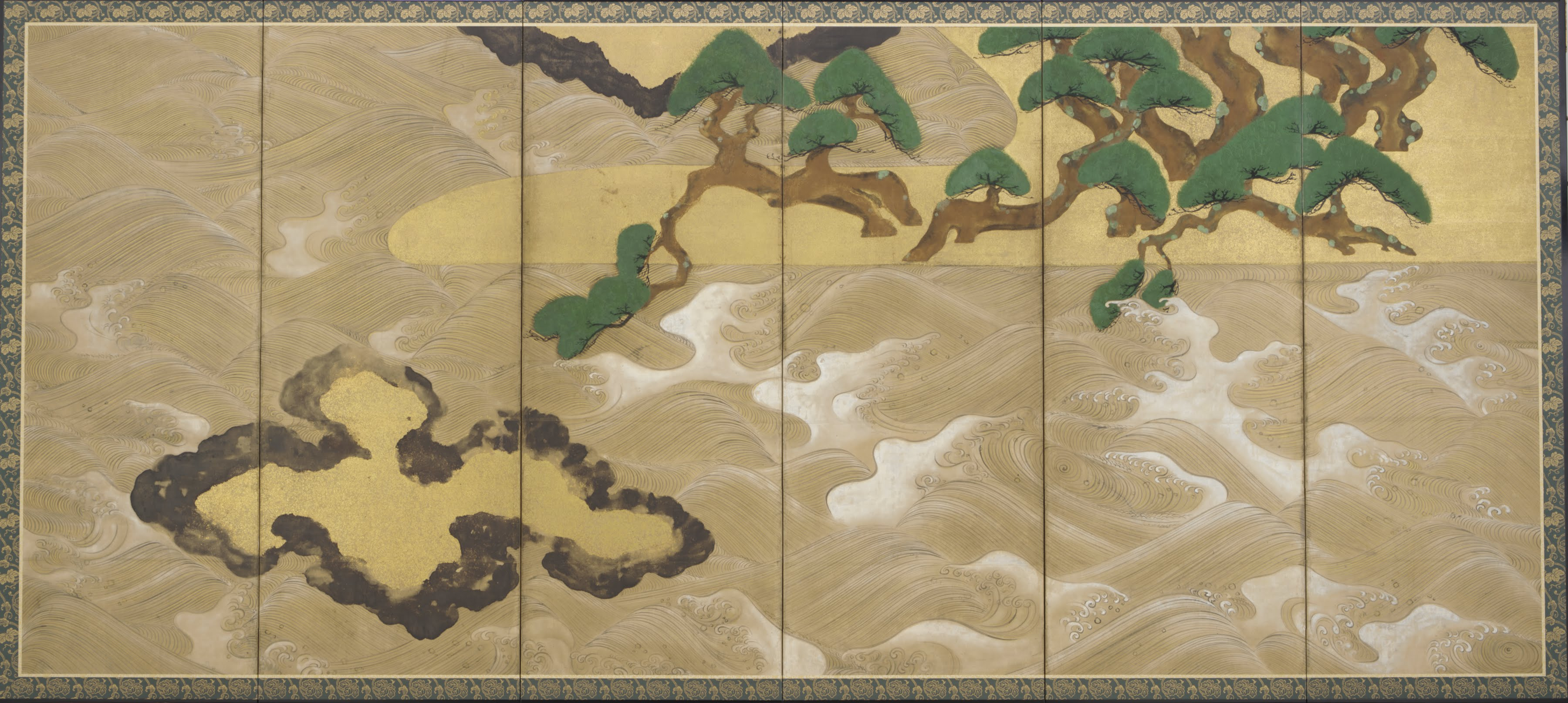
松島図 フリーア美術館 左隻
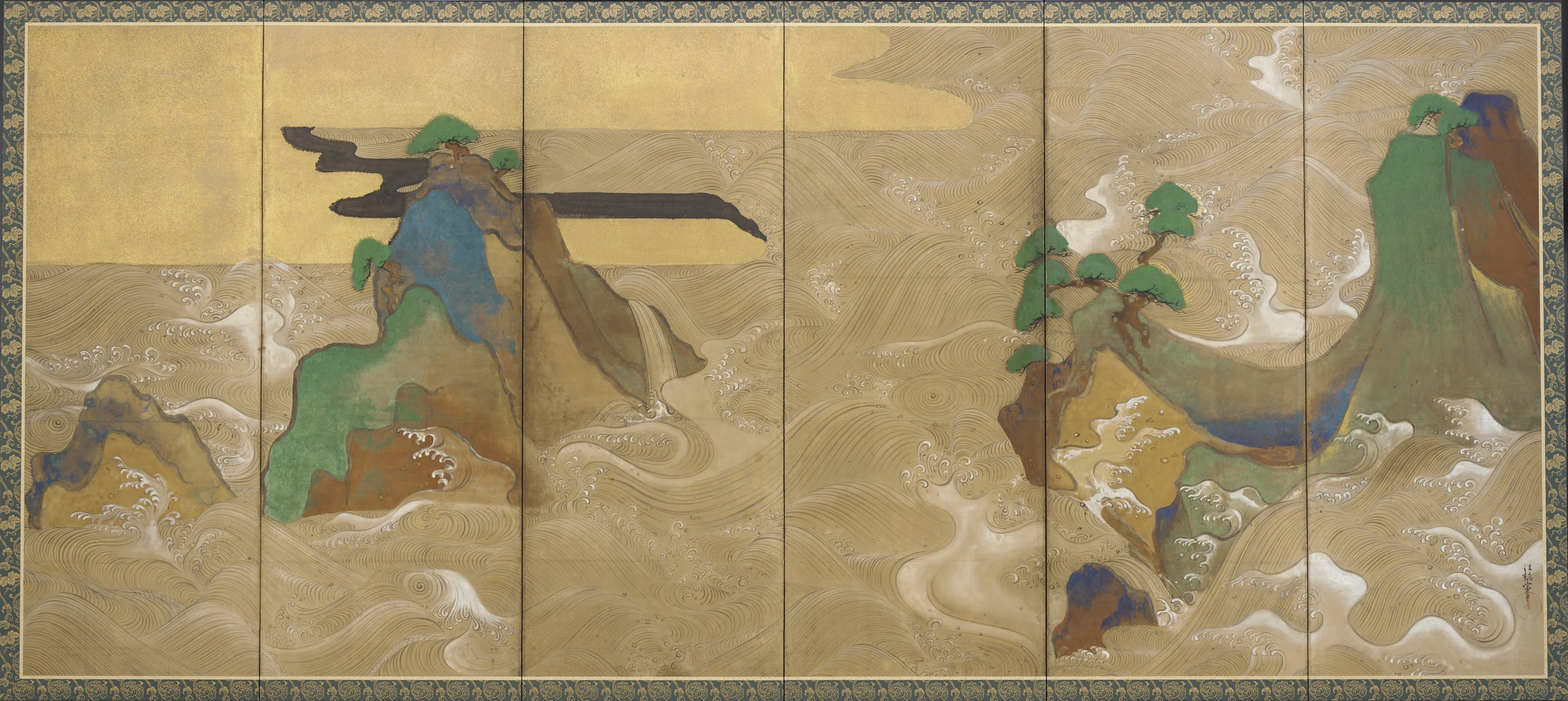
同左 右隻
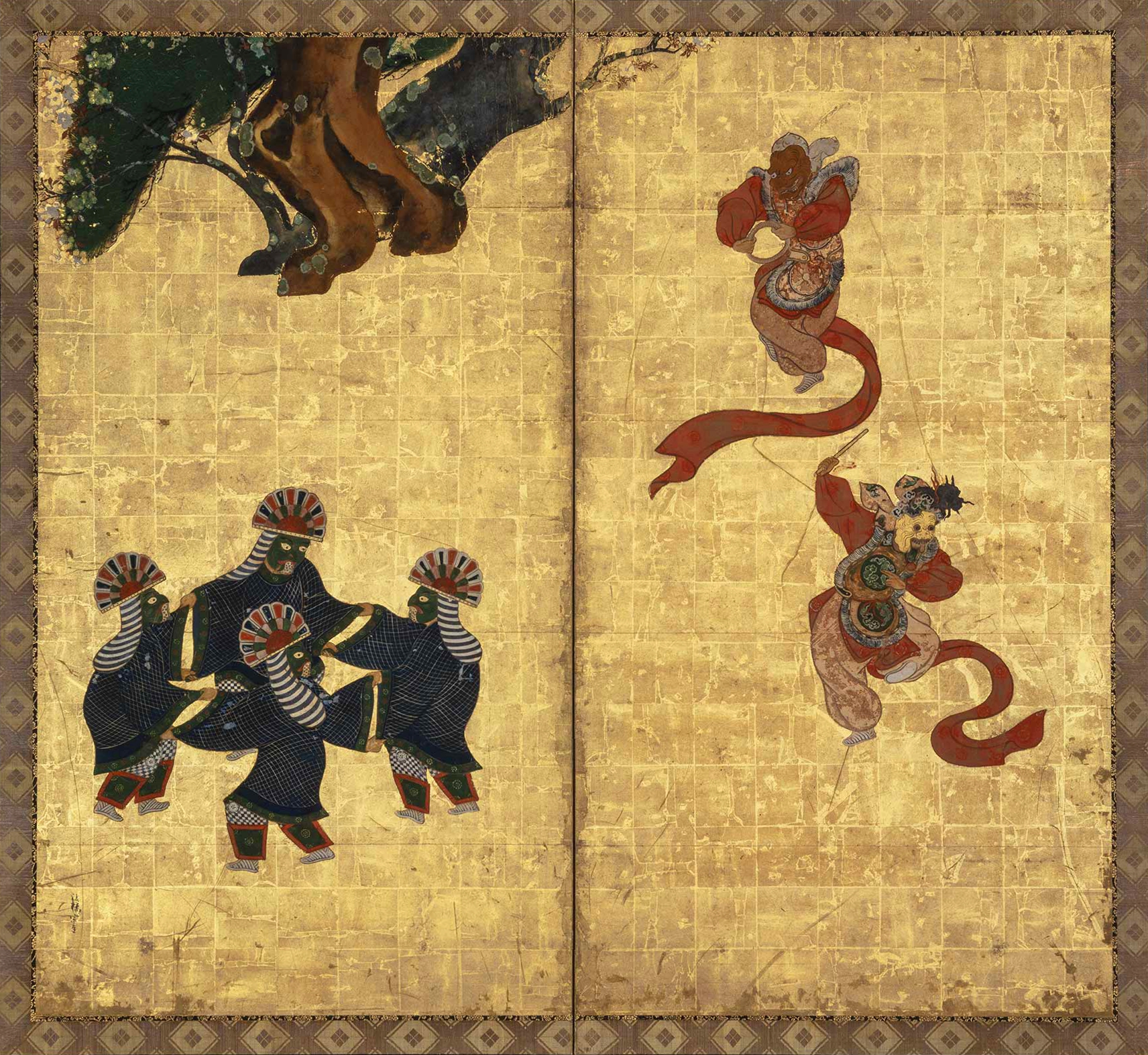
舞楽図 醍醐寺 左隻
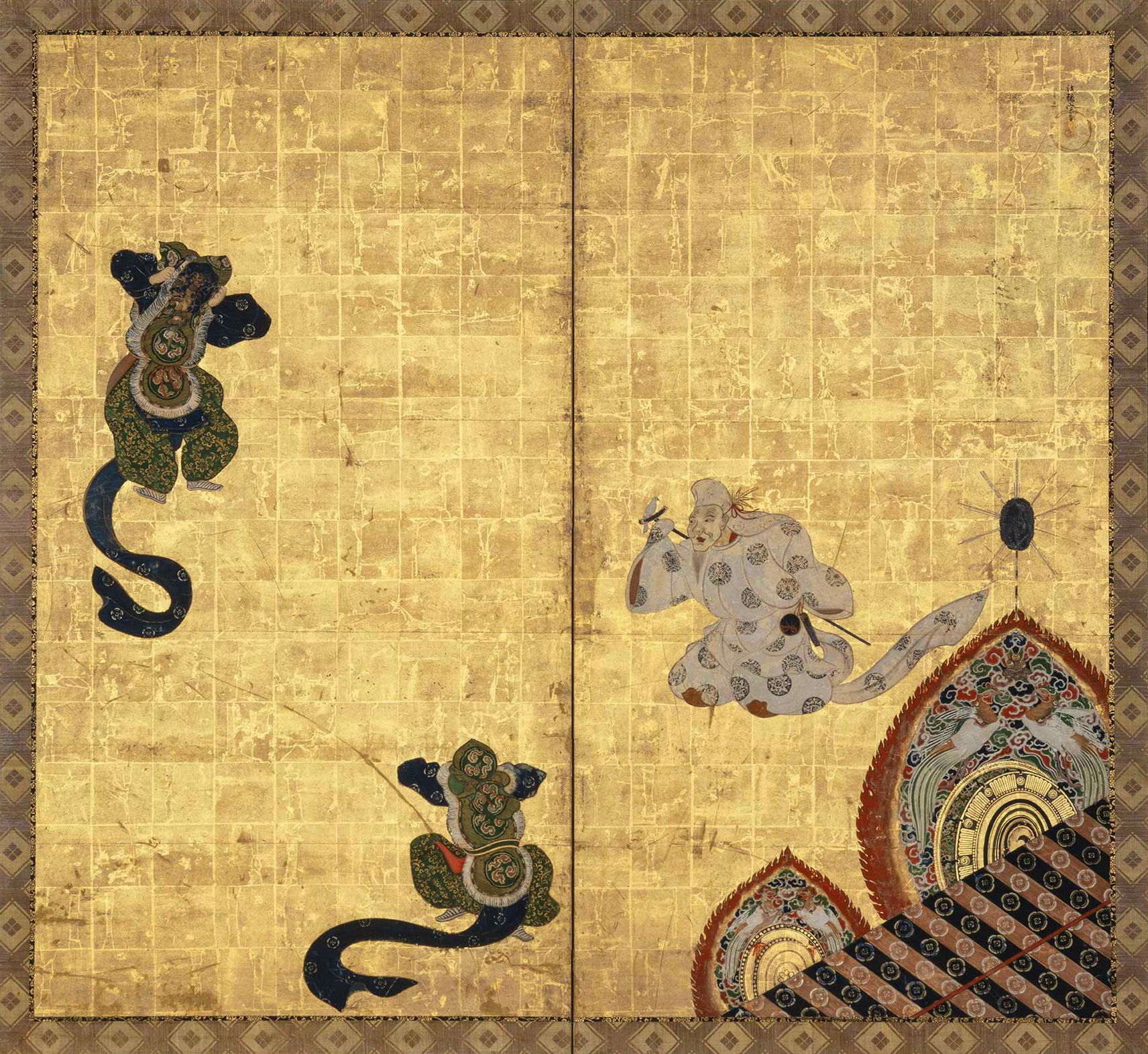
同左 右隻
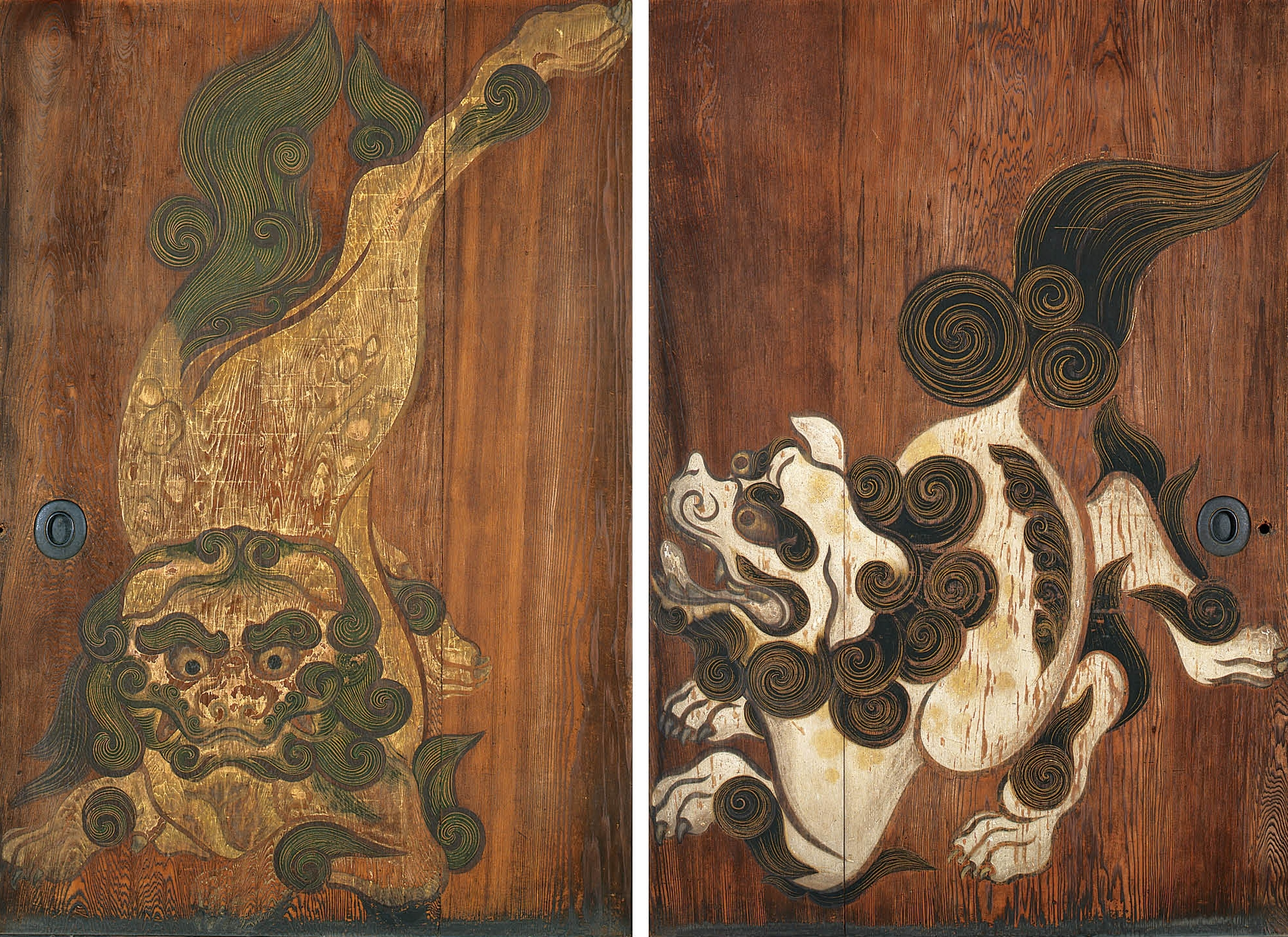
養源院杉戸絵
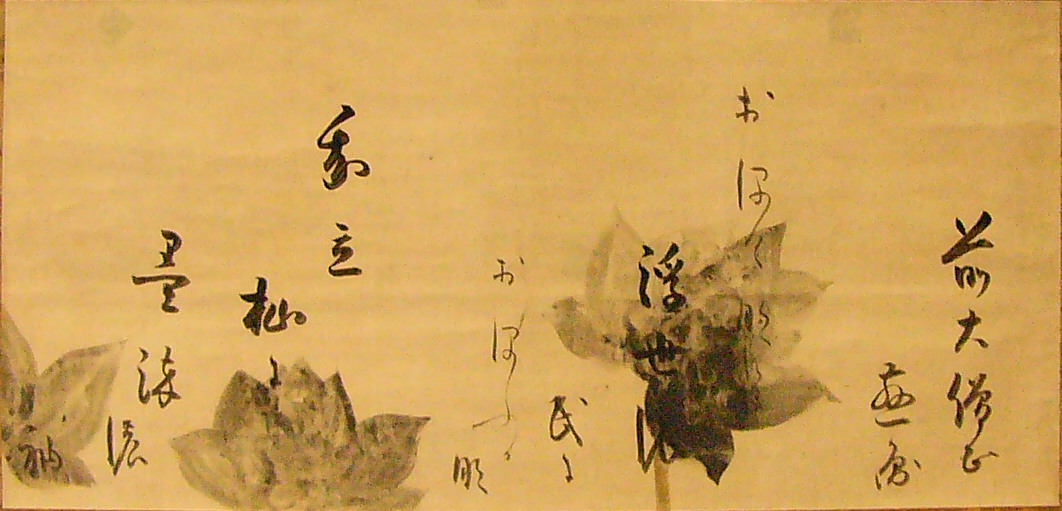
蓮下絵和歌巻断簡（下絵・宗達、書・本阿弥光悦） 東京国立博物館
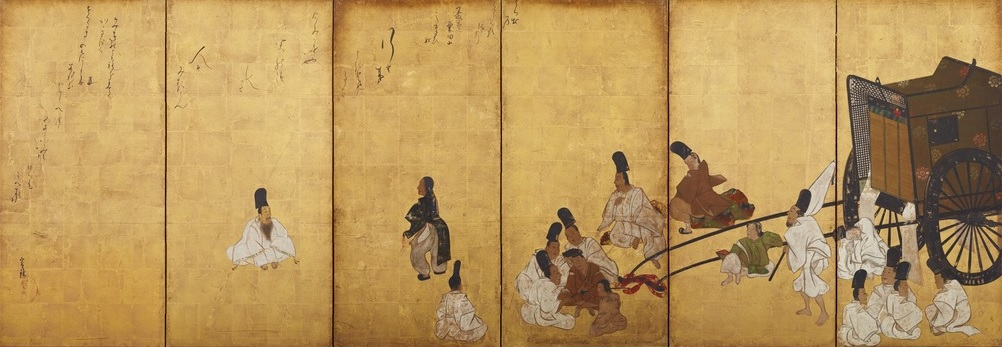
関屋図屏風 東京国立博物館
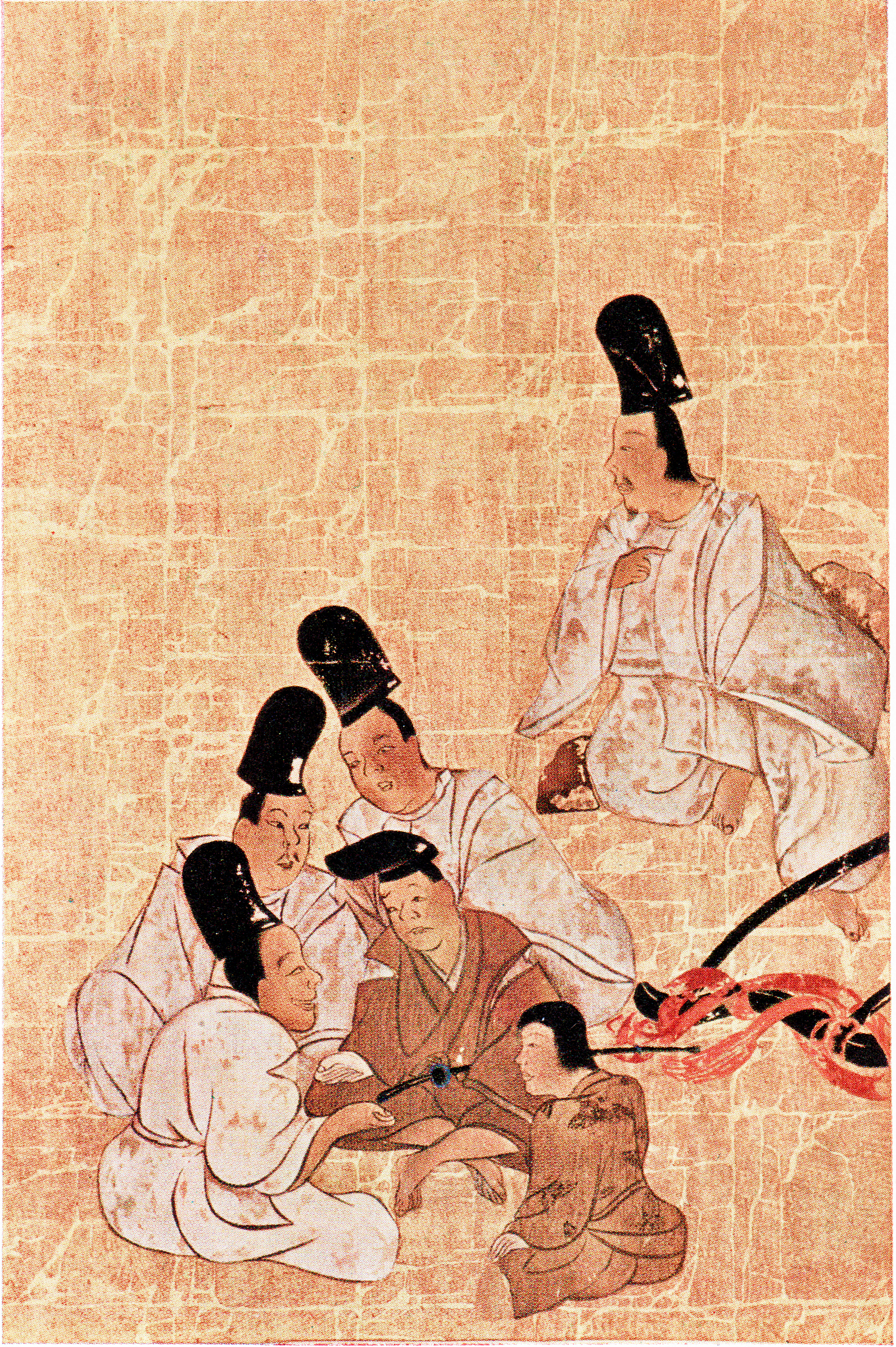
関屋図屏風（部分）
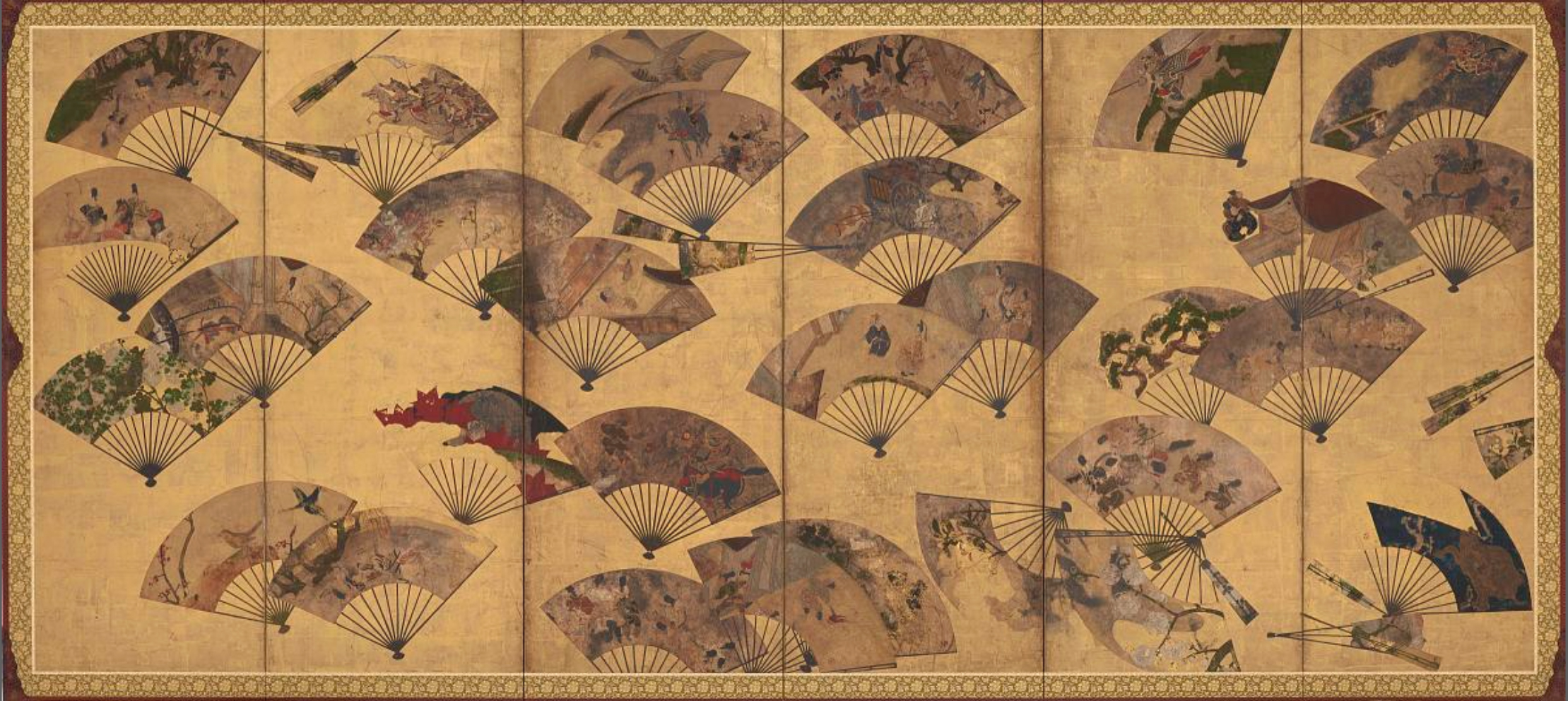
扇面散屏風 フリーア美術館

## 参考資料
- 古田亮 『俵屋宗達 琳派の祖の真実』 平凡社〈平凡社新書〉518、2010年 ISBN 978-4-582-85518-0
- 村重寧 『アート・ビギナーズ・コレクション もっと知りたい俵屋宗達 生涯と作品』 東京美術、2008年 ISBN 978-4-808-70853-5
- 村重寧 国立文化財機構監修 『日本の美術461 宗達とその様式』 至文堂、2004年 ISBN 978-4-784-33461-2
- 週刊朝日百科 『世界の美術122 俵屋宗達』 朝日新聞社、1980年